# 纳骚·威廉·西尼耳
纳骚·威廉·西尼耳（英語：Nassau William Senior，1790年—1864年），英国经济学家之一。早年曾担任律师，后供职于牛津大学及英国皇家委员会。由于其职业关系，他与英国中产阶层来往密切，同时亦长于政治经济学方面的研究与著述工作。

## 扩展阅读
- Levy, S. Leon (1943). Nassau W. Senior, The Prophet of Modern Capitalism, Boston, MA: Bruce Humphries. OCLC 730126628
- Levy, S. Leon (1970). Nassau W. Senior 1790–1864, Newton Abbot : David & Charles. OCLC 463277765
- Smith, George H. . Hamowy, Ronald  (编). . Thousand Oaks, CA: SAGE; Cato Institute: 457–8. 2008. ISBN 978-1-4129-6580-4. LCCN 2008009151. OCLC 750831024. （原始内容存档于2015-09-05）.